# Janek Meet
Janek Meet (født 2. maj 1974 i Viljandi, Sovjetunionen) er en estisk tidligere fodboldspiller (venstre back). Han spillede 37 kampe for det estiske landshold i perioden 1995-2000.
På klubplan tilbragte Meet hele sin karriere i hjemlandet. Her var han blandt andet tilknyttet Flora Tallinn, FC Kuressaare og Tulevik.